# Chiesa di San Michele Arcangelo (Curti)
La chiesa di San Michele Arcangelo è la parrocchiale di Curti, in provincia di Caserta e arcidiocesi di Capua; fa parte della forania di Santa Maria Capua Vetere.

## Storia
La primitiva cappella di Curti sorse intorno all'anno mille ed era in stile romanico; di questo edificio si è conservata una pietra d'angolo in calcare originariamente collocata nell'anfiteatro di Santa Maria Capua Vetere.
L'intitolazione di questo luogo di culto a san Michele Arcangelo è attestata a partire dai secoli XIII e XIV; da registri risalenti al 1308-1310 si apprende che la chiesa era soggetta al pagamento della decima.
L'edificio subì dei danni durante gli eventi sismici dell'estate del 1561, in seguito ai quali si rese necessario un restauro.
Subito dopo il terremoto del 1702 prese avvio la ricostruzione della parrocchiale, che fu portata a termine intorno al 1712.
Nel 1826 si procedette all'aggiunta della balaustra in marmo, mentre nella seconda metà di quel secolo il campanile venne interessato da una ristrutturazione.
Nel corso del Novecento la chiesa fu oggetto di numerosi lavori di decorazione, abbellimento e risistemazione, in particolare per sanare le lesioni riportate durante il terremoto dell'Irpinia del 1980.
L'adeguamento liturgico secondo le usanze postconciliari fu eseguito nel 2000 mediante l'aggiunta dell'ambone e della mensa eucaristica rivolta verso l'assemblea.

## Descrizione

### Esterno
La facciata della chiesa, rivolta a occidente, è suddivisa da una cornice marcapiano in due registri, entrambi scanditi da lesene; quello inferiore presenta centralmente il portale maggiore, sormontato da un architrave e da un oculo, e ai lati i due ingressi secondari e altrettante nicchie ospitanti statue, mentre quello superiore è caratterizzato da altre due nicchie con statue e da una monofora della torre ed è sormontato dal coronamento mistilineo.
Integrato nella facciata della parrocchiale è il campanile a base quadrata, la cui cella presenta su ogni lato una monofora a tutto sesto.

### Interno
L'interno dell'edificio, la cui pianta è a croce latina con transetto, è suddiviso in tre navate da pilastri abbelliti da lesene e sorreggenti degli archi a tutto sesto, sopra i quali corre la cornice modanata e aggettante su cui si imposta un registro attico caratterizzato da finestre; al termine dell'aula si sviluppa il presbiterio, rialzato di alcuni gradini, coperto da volta a botte e chiuso dalla parete di fondo piatta.
Qui sono conservate diverse opere di pregio, tra le quali la pala con soggetto l'Allegoria del sangue di Cristo, firmata da Pompeo Landolfo di Maddaloni, la statua della Vergine del Rosario, scolpita da Agostino Ferraro, il dipinto raffigurante l'Annuncio dell'Arcangelo Gabriele, risalente al XVIII secolo, e l'altare maggiore, costruito nel 1827.